# تپه حاج علی پاشایری
تپه حاج علی پاشایری مربوط به هزاره دوم و اول قبل از میلاد - دوره اشکانیان - دوره ساسانیان است و در شهرستان مراغه، بخش مرکزی، دهستان سراجوی شمالی، ۱۷۰ متری روستای گل واقع شده و این اثر در تاریخ ۲۷ اسفند ۱۳۸۶ با شمارهٔ ثبت ۲۲۵۴۶ به‌عنوان یکی از آثار ملی ایران به ثبت رسیده‌است.